# سوار العسل
سوار العسل (باليابانية: みなしごハッチ، بالروماجي: Minashigo Hatchi) (بالإنجليزية: Honeybee Hutch) هو مسلسل أنمي ياباني تلفزيوني من إنتاج استوديو تاتسونكو برودكشن، هو إعادة إنتاج لمسلسل الأنمي مغامرات نحول، الذي عرض في عام 1971. عرض الأنمي في 21 يوليو عام 1989 واستمر عرضه حتى 31 اغسطس عام 1990، وتكون من 55 حلقة. تم دبلجته إلى العربية من قبل شركة الشرق الأدنى للإنتاج الفني.

## الأداء الصوتي
هاتشي
أداء صوتي: هيتومي إيشيكاوا
هوني
أداء صوتي: أتسوكو ميني
كوماغورو
أداء صوتي: ماساكو نوزاوا
آيا
أداء صوتي: ميتشيكو نومورا
روزا
أداء صوتي: ريه ساكما
أوساموشي العجوز
أداء صوتي: ريوجي سايكاتشي
الراوي
أداء صوتي: توشيكو مايدا
النحلة الأم
أداء صوتي: يوشيكو ساكاكيبارا

## الأصوات العربية
• مديرية الرجم
• مديرية المدان
• مديرية الحشاء
• مديرية صرواح
• مديرية باجل
• مديرية رداع
• مديرية بني العوام
• مديرية الدريهمي
• مديرية الحزم
• مديرية ريف إب
• مديرية زبيد
• مديرية المظفر
• مديرية أحور

## وصلات خارجية
- سوار العسل على موقع ANN anime (الإنجليزية)